# Anita Ontiveros
Anita Ontiveros (Buenos Aires, 23 de septiembre de 1947 - Santo Domingo, 3 de enero de 2024) fue una productora de televisión argentina radicada en República Dominicana.

## Biografía
Anita Ontiveros nació en Buenos Aires el 23 de septiembre de 1947. En el año 1967, ella junto con su esposo y productor, Horacio Lamadrid, viajaran a República Dominicana para como parte de una compañía de bailarines de tango.  La pareja tuvo una hija llamada llamada Samantha. A partir de allí se radicaron en el país dedicándose a la producción televisiva.
Fue la primera directora de cámara y pionera en la producción de contenido para niños y niñas en la República Dominicana, país donde residió durante 56 años. Trabajó en Color Visión, Tele Antillas, Radio Televisión Dominicana, Rahintel y Super Canal 33, entre otras empresas. Ella estuvo a cargo de varias transmisiones de importancia para la historia del país, como el concierto de protesta "Siete Días con el Pueblo" (1974), la primera visita del Papa Juan Pablo II a República Dominicana (1979) y la producción de Miss Universo Internacional (1977), celebrada en la República Dominicana. Tuvo un rol destacado en abrir las puertas a otras mujeres en el medio televisivo al realizar actividades que hasta ese entonces eran hechas únicamente por hombres, como manejar equipos técnicos de hombres, la edición, ser camarógrafa, manejar cámaras pesadas, etc.
En el año 2003 se retiró de su trabajo como productora. En enero de 2024, falleció a causa de la enfermedad de Alzheimer. Su esposo falleció en septiembre de 2024.